# Oeiras do Pará (ort)
Oeiras do Pará är en ort i Brasilien.   Den ligger i kommunen Oeiras do Pará och delstaten Pará, i den nordöstra delen av landet, 1 500 km norr om huvudstaden Brasília. Oeiras do Pará ligger 6 meter över havet och antalet invånare är 10 162.
Terrängen runt Oeiras do Pará är mycket platt. Runt Oeiras do Pará är det mycket glesbefolkat, med 6 invånare per kvadratkilometer.. Det finns inga andra samhällen i närheten.
I omgivningarna runt Oeiras do Pará växer i huvudsak städsegrön lövskog.